# Марчинська Жанна Ігорівна
Марчинська Жанна Ігорівна (10 жовтня 1990, Київ) — українська музикантка, віолончелістка. Солістка та співзасновниця формації NOVA OPERA.

## Життєпис

### Дитинство та навчання
Жанна Марчинська народилась 10 жовтня 1990 року в місті Київ. Навчалась в школі мистецтв № 5 (1996—1999, віолончель) 1998—2003 музична музичній школі № 1 ім. Я.Степового (1998—2003, клас фортепіано) а також в класі віолончелі доцента НМАУ Червової Е. А. (1999—2012). Брала участь у майстер-класах професора Вищої школи музики в Женеві Дениса Северина.
За роки навчання стала лауреаткою та номінанткою численних всеукраїнських та міжнародних конкурсів та фестивалів в Києві та Львові. Неодноразово отримувала творчу стипендію Київської міської адміністрації (2000—2003). Неодноразово виступала як солістка з ансамблем солістів Київська камерата (2000—2005).

### Участь у формаціїNOVA OPERA
У 2014 році, після початку виступів у складі ансамблю Sed Contra була запрошена до базового складу формації NOVA OPERA для роботи над імпровізаційною оперою Коріолан. З 2015 по 2019 рік брала участь у створенні всіх опер композиторів Романа Григоріва та Іллі Разумейка на базі формації NOVA OPERA: IYOV — Babylon — ARK (режисер Влад Троїцький), сонОпера непрОсті (за лібрето Траса Прохасько), trap-opera WOZZECK та футуристична опера AEROPHONIA (лібрето Юрія Іздрика) неоопера-жах HAMLET (режисер Ростислав Держипільський), та опера-антиутопія GAZ (режисер Вірляна Ткач).

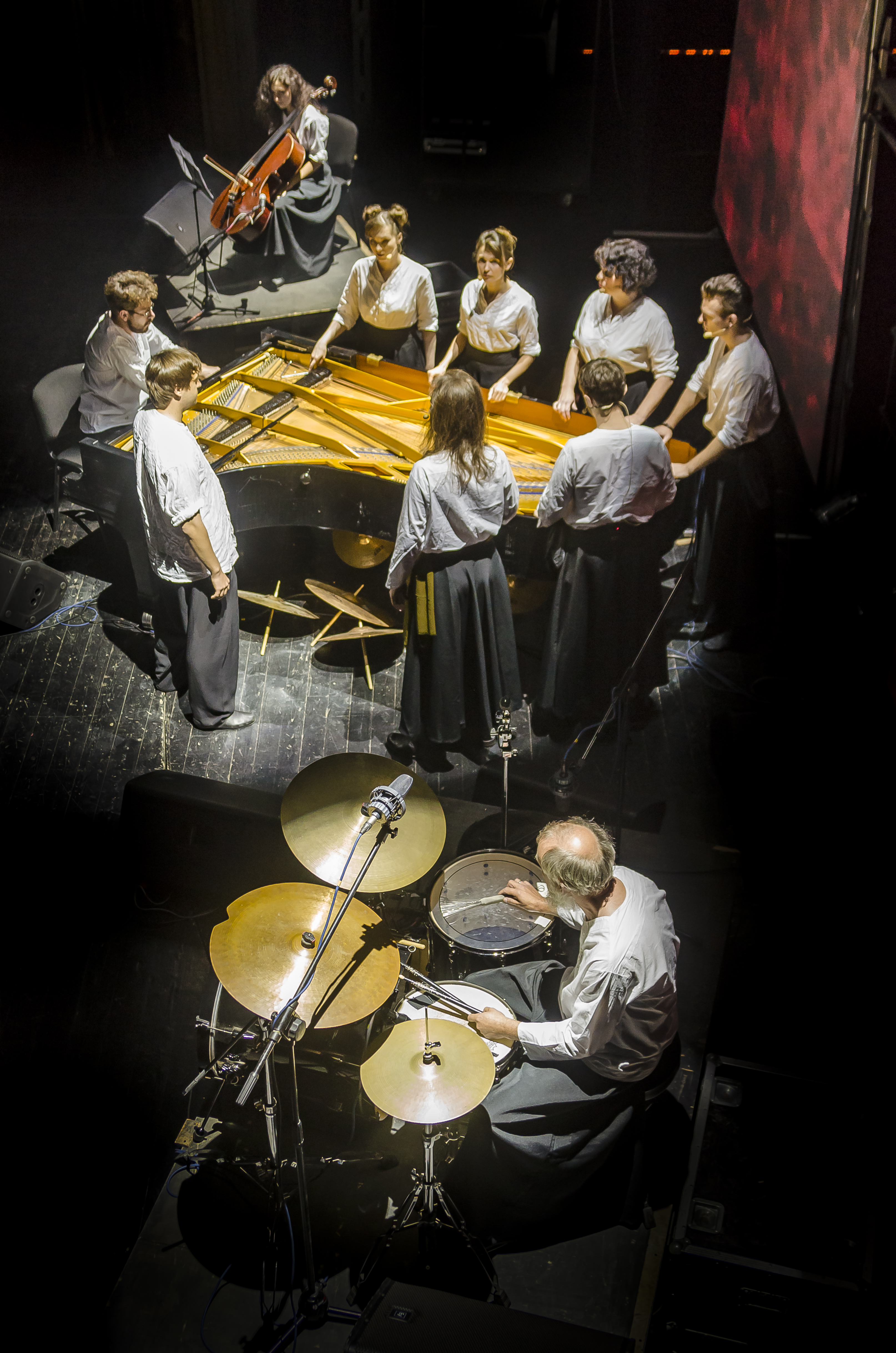
Жанна Марчинська на сцені в складі формації NOVA OPERA

Як солістка формації NOVA OPERA виступала в Україні (фестиваль Гогольfest, Національна опера України, фестиваль LvivMozArt), Польщі (шекспірівський театр у Гданську, велика зала центру споткання культур у Любліні), Данії (Копенгаген), Македоні (Скоп'є, Македонська опера), Австрії (Скляна зала Віденської філармонії), Франції (зал Корто та собор Сен-Мері), Голландії (Роттердамські оперні дні) та США (Нью-Йорк, фестиваль сучасних опер Prototype, театр La Mama, церква св. Марії в Брукліні).
Восени 2018-го року опера-реквієм IYOV увійшла до 10 найкращих музично-театральних перформансів серед 436 претендентів з 55 країн за версією міжнародного конкурсу Music Theater Now. У 2020 році опера IYOV стала лауреатом Національної премії України імені Тараса Шевченка в номінації «Театральне мистецтво».

### Участь в альтернативних музичних проєктах
Жанна Марчинська виступала солісткою першого складу ансамблю сучасної музики «УХО» та проєкту «Sonor continues» Павла Колпакова, була солісткою основного складу ансамблю сучасної музики Sed Contra. Такою регулярно виступає в імпровізаційних проєктах співачки Назгуль Шукаєвої. В ролі солістки разом із піаністкою Анною Гусєвою брала участь в концертному турі «Music from Europe» (Китай, 2017: Шеньчжень, Ченду, Пекін) та фестивалі «Ohrid Summer Festival 2018» (Охрид, Македонія, 2018).
Активно бере участь у записі кіномузики, зокрема музики до документального фільму Семена Мозгового «Історія зимового саду» (2019).